# 女と将軍
『女と将軍』（おんなとしょうぐん、イタリア語: La ragazza e il generale, 英語: The Girl and the General）は、1967年（昭和42年）製作・公開、パスクァーレ・フェスタ・カンパニーレ監督のイタリア・フランス合作映画である。イタリア式コメディの1作である。

## 略歴・概要
本作は、1967年、ローマの映画会社コンコルディア・コンパーニャ・チネマトグラフィカとチャンピオンが製作した。撮影サイズには、本作を世界配給したアメリカ合衆国の映画会社MGMが当時採用していた「1.75:1」の比率をもつメトロスコープを採用した。同サイズは現在では廃止されている。イタリアでは同年9月13日、アメリカでは The Girl and the General のタイトルで同年翌月に公開された。
日本では、MGM日本支社が配給して翌1968年（昭和43年）5月23日、東京・有楽町の丸の内松竹等で公開された。ビデオグラムは発売されていない。1975年5月25日には『日曜洋画劇場』でテレビ放送された。

## スタッフ・作品データ
- エグザクティヴプロデューサー : ルチアーノ・ペルージャ （Luciano Perugia [4]）
- プロデューサー : カルロ・ポンティ
- 監督 : パスクァーレ・フェスタ・カンパニーレ
- 原案 : マッシモ・フランチオーザ、パスクァーレ・フェスタ・カンパニーレ
- 脚本 : ルイジ・マレルバ （Luigi Malerba）、パスクァーレ・フェスタ・カンパニーレ
- 撮影 : エンニオ・グァルニエーリ（イタリア語版） （Ennio Guarnieri [5]）
- 美術 : ルチアーノ・スパドーニ（イタリア語版） （Luciano Spadoni [6]）
- 装置 : ダリオ・ミケーリ （Dario Micheli[7]）
- 衣裳 : マリア・デ・マッテイス（イタリア語版） （Maria De Matteis [8]）
- 編集 : ヨランダ・ベンヴェヌーティ（イタリア語版）（Jolanda Benvenuti [9]）
- 音楽 : エンニオ・モリコーネ

- フォーマット : カラー映画（メトロカラー） - スコープサイズ（メトロスコープ Matted 1.75、1.75:1） - モノラル録音
- 日本初回興行 : 有楽町・丸の内松竹

## キャスト
日本語吹替：初回放送1975年5月25日 NET『日曜洋画劇場』
クレジット順
- ロッド・スタイガー - 将軍（吹替：富田耕生）
- ヴィルナ・リージ - アーダ（吹替：武藤礼子）
- ウンベルト・オルシーニ （Umberto Orsini） - タラスコーニ二等兵（吹替：羽佐間道夫）
- トニ・ガッジャ （トニー・ガッジャ Tony Gaggia [10]） - 中尉
- マルコ・マリアーニ （Marco Mariani） - 伍長
- ジャック・エルラン （Jacques Herlin） - 獣医

ノンクレジット
- ヴァレンティーノ・マッキ （Valentino Macchi [11]） - 兵士

## 関連事項
- 1968年の日本公開映画
- イタリア式コメディ
- メトロカラー （en:Metrocolor）

## 註
1. 1 2 3 4 5 6  La ragazza e il generale, インターネット・ムービー・データベース （英語）, 2011年2月15日閲覧。
2. ↑  La Ragazza e il Generale, allmovie （英語）, 2011年2月15日閲覧。
3. ↑  女と将軍、allcinema ONLINE, 2011年2月15日閲覧。
4. ↑  Luciano Perugia - IMDb（英語）, 2011年2月15日閲覧。
5. ↑  Ennio Guarnieri - IMDb（英語）, 2011年2月15日閲覧。
6. ↑  Luciano Spadoni - IMDb（英語）, 2011年2月15日閲覧。
7. ↑  Dario Micheli - IMDb（英語）, 2011年2月15日閲覧。
8. ↑  Maria De Matteis - IMDb（英語）, 2011年2月15日閲覧。
9. ↑  Jolanda Benvenuti - IMDb（英語）, 2011年2月15日閲覧。
10. ↑  Tony Gaggia - IMDb（英語）, 2011年2月15日閲覧。
11. ↑  Valentino Macchi - IMDb（英語）, 2011年2月15日閲覧。